# Сражение в Арафурском море
Сраже́ние в Арафу́рском мо́ре (индон. Pertempuran Laut Aru), также известна как Би́тва за Вла́кке-Хук (нидерл. Slag bij Vlakke Hoek) – сражение, произошедшее между Индонезией и Нидерландами, является частью вооружённого конфликта в Западной Новой Гвинее. Состоялось 15 января 1962 года в бухте Влакке-Хук (залив Этна) Арафурского моря в Западной Новой Гвинее.

## Ход сражения
Сражение предотвратило попытку индонезийского флота десантировать 150 солдат в Каимане в Нидерландской Новой Гвинее для диверсий и начала выступления местного населения против нидерландского правительства. Коммодор Йос Сударсо отвечал за проведение операции в море, а полковник Муршид – за проникновение в тыл противника.
Три индонезийских торпедных катера покинули острова Ару ночью, но были обнаружены вблизи побережья Новой Гвинеи разведывательным самолетом голландцев, поскольку они ожидали начала военных действий в течение нескольких недель. Торпедные катера выстрелами ответили на вспышки с борта самолёта.
Позже к месту сражения прибыл нидерландский эскадренный миноносец и потопил торпедный катер, находившийся под командованием Сударсо. Остальные два катера спаслись бегством, однако один попал на риф, а другой был приведён в негодность стрельбой. Команда голландского миноносца смогла спасти большинство моряков с затонувшего катера, но умерло не менее трёх матросов, среди которых был коммодор Сударсо.

## Итоги
Действия индонезийцев привели к их разгрому. Генерал Насутион отказался передать плохие новости Сукарно, заставив полковника Муршида сделать это лично. Тем не менее, небольшое сражение частично привело к последующему участию СССР и США в конфликте в Западной Новой Гвинее, и оно признано в Индонезии введением «Дня океана» — ежегодного общенационального дня памяти.
Через двенадцать лет после своей смерти, Йос Сударсо был официально внесён в реестр индонезийских героев революции, в то время как один из торпедных катеров, KRI Harimau, был переоборудован в памятник в тематическом парке «Прекрасная Индонезия в миниатюре» в Джакарте.